# Coxicerberus simplex
Coxicerberus simplex är en kräftdjursart som beskrevs av Nicole Coineau och Lazar Botosaneanu 1973. Coxicerberus simplex ingår i släktet Coxicerberus och familjen Microcerberidae. Inga underarter finns listade i Catalogue of Life.